# Parkstraße 3 (Erfurt)

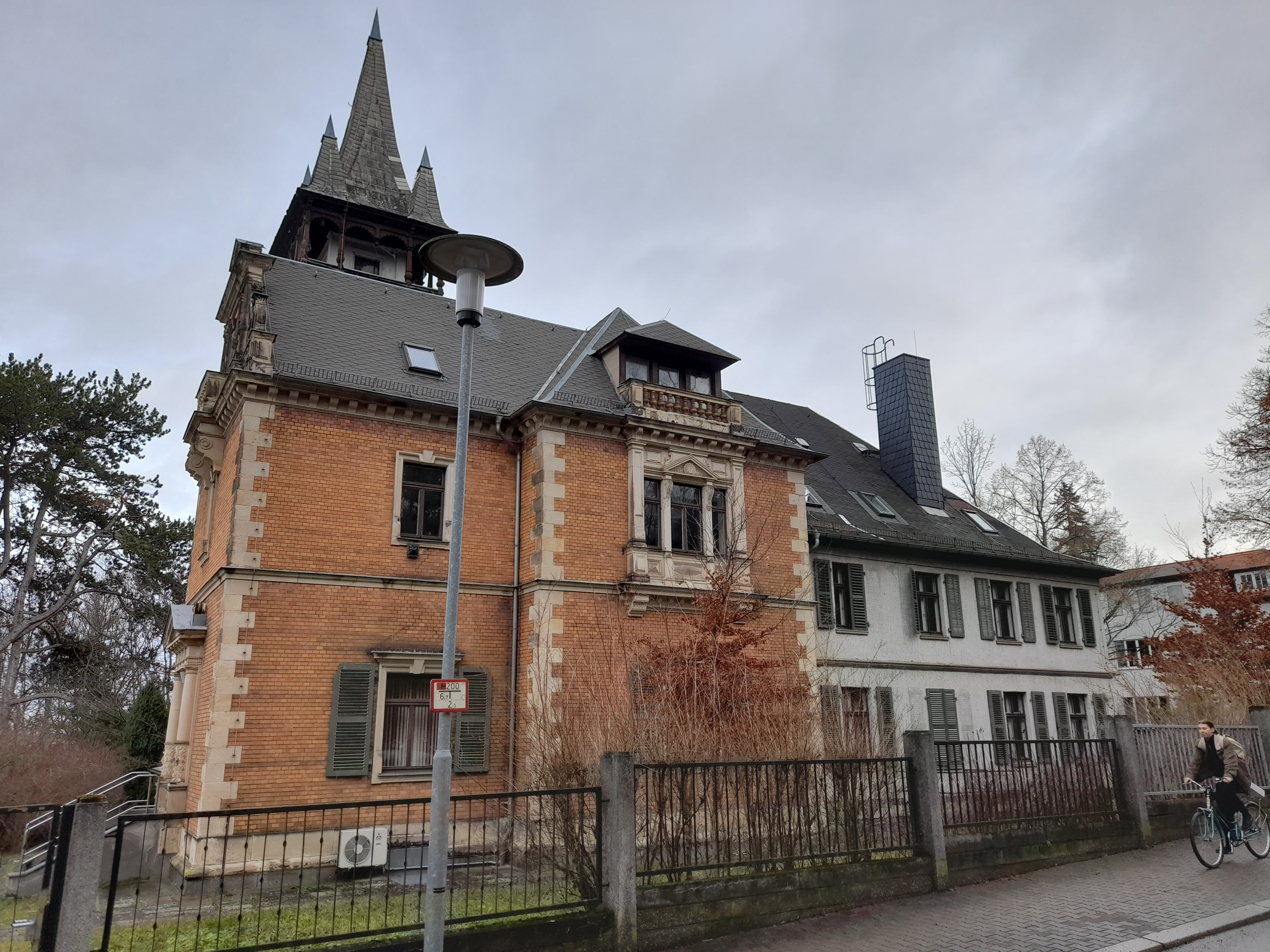
Villa Hermann Stürcke von Südwesten, Parkstraße 3, Erfurt

Parkstraße 3 ist die Adresse einer ab 1880 durch den Bankier Hermann Stürcke erbauten Villa in Erfurt. Sie ist in der Liste der Kulturdenkmale in Erfurt eingetragen.

## Lage und Architektur

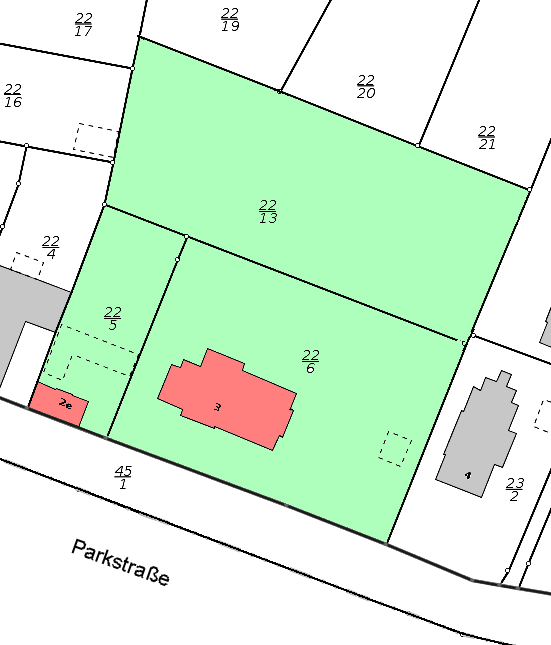
Lageplan

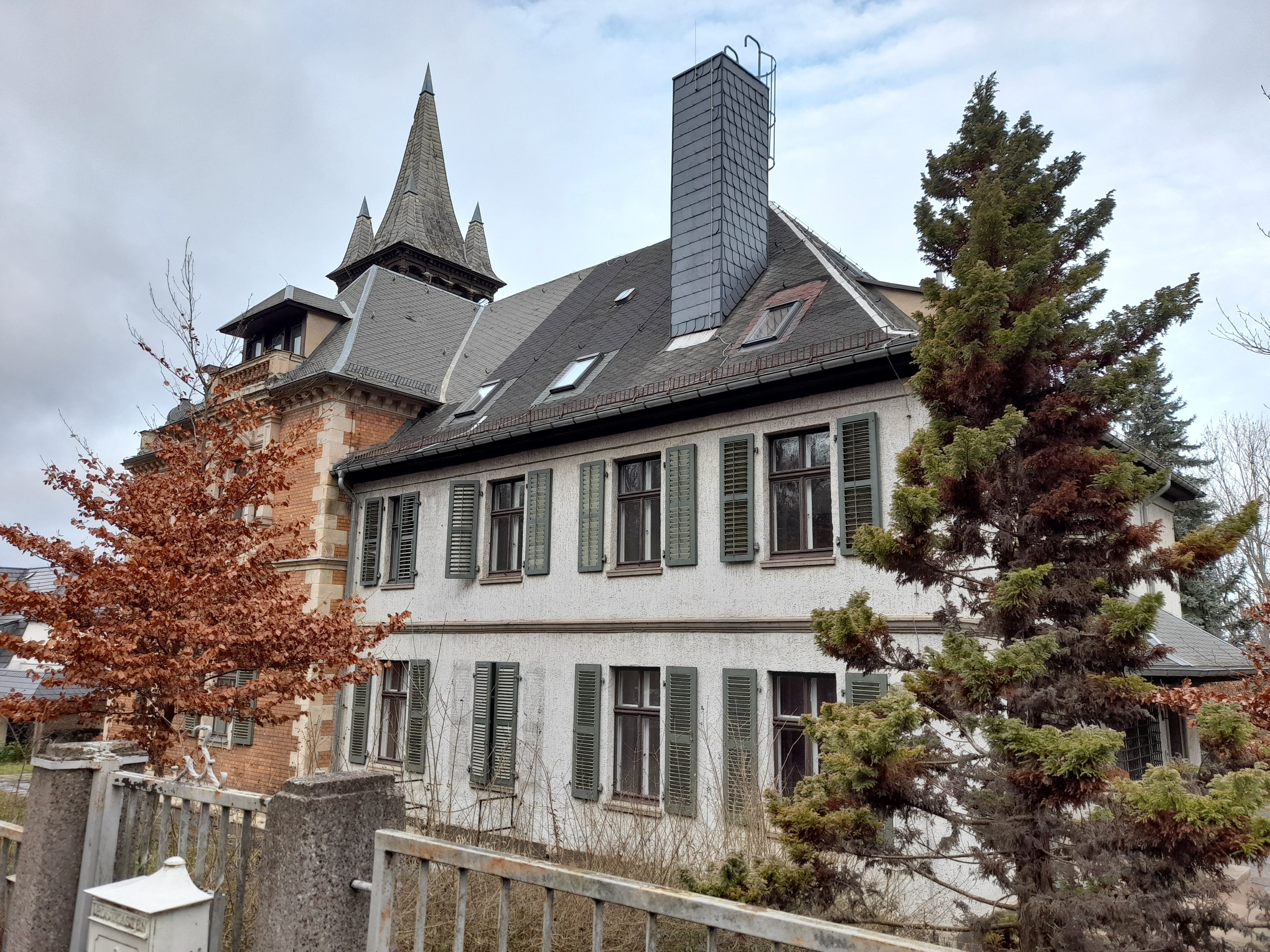
Ansicht von Südosten

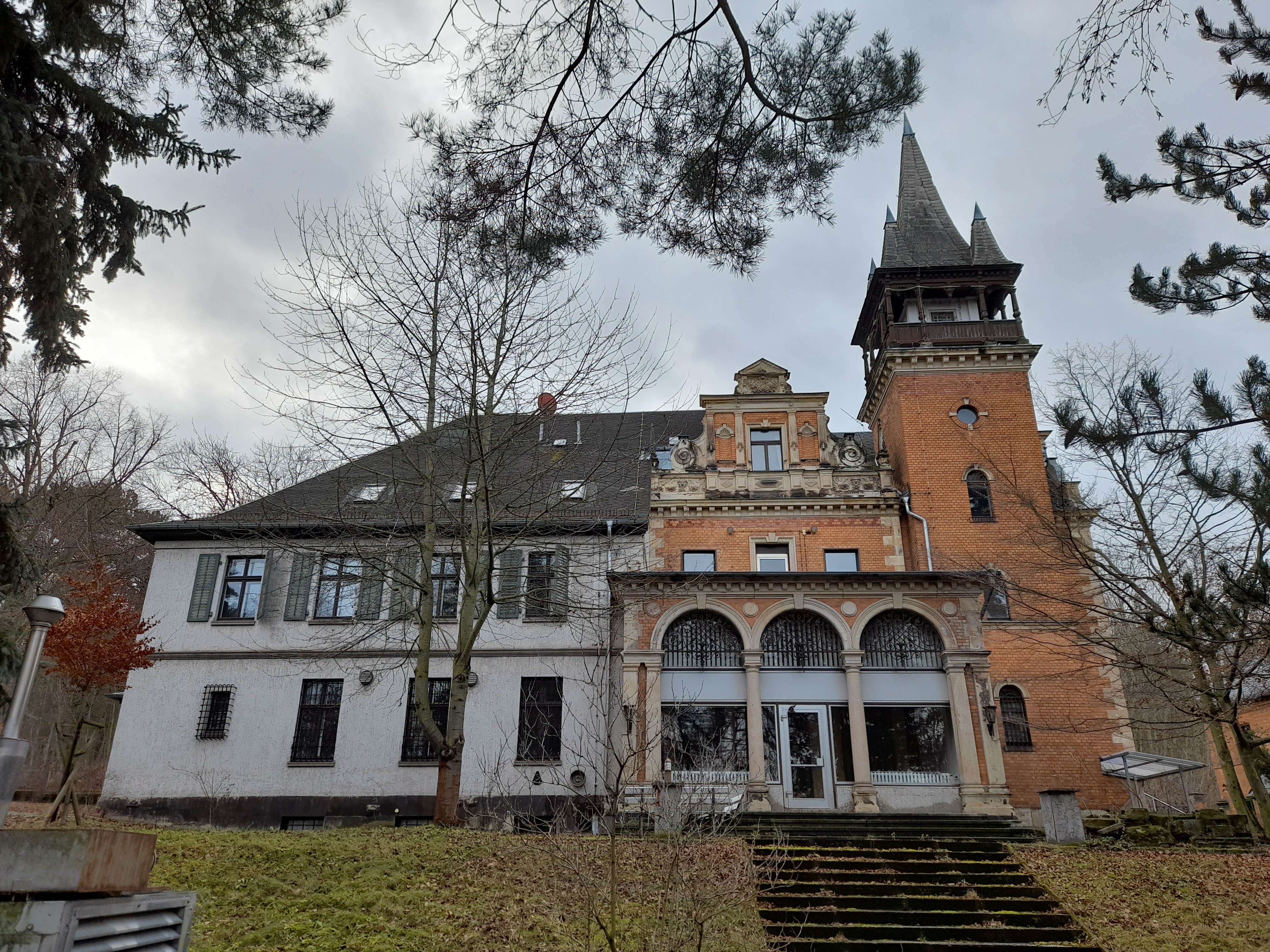
Gartenansicht von Norden

Die Villa steht in der Gemarkung Erfurt-Süd, Flur 110, auf dem Flurstück 22/86. Das Grundstück hat eine Größe von 2.824 m². Ihm schließt sich nördlich ein weiteres, jedoch unbebautes Grundstück (Flurstück 22/13) von 2.952 m² an, so dass die Gesamtfläche des parkartig gestalteten Grundstücks 5776 m² beträgt.
Bei der Villa handelt es sich um eine typische Unternehmervilla der Gründerzeit. Sie hat zwei Vollgeschosse über einem hohen Kellersockel und ein ausgebautes Dach. Die gesamte Nutzfläche beträgt ca. 690 m². Gartenseitig gibt es einen Aussichtstreppenturm und eine Arkadenloggia. Der Bau ist mit Schaugiebeln und umfangreichem Sandsteinschmuckwerk im historisierenden Stil der Neorenaissance ausgeführt. Die Wandflächen bestehen aus gelben Klinkermauerwerk. Westlich direkt an der Straße ein ebenfalls in gelbem Klinker erbautes Nebengebäude, das offenbar als Gärtner- und Kutscherhaus diente.
Der südliche Teil der Villa ist eine Ergänzung aus dem Jahr 1923. Er ist ebenfalls zweigeschossig, jedoch in der Gestaltung zeitentsprechend schlichter gehalten und verputzt. Das im Stil der Neuen Sachlichkeit ausgeführte Bauwerk verfügt im Bereich der Fenster und Fensterläden noch über Ausstattungen aus der Erbauungszeit.
Beide Gebäudeteile waren intern miteinander verbunden und verfügten über je einen separaten Eingang, entsprechende Treppenanlagen und saalartige Räumlichkeiten im Erdgeschoss mit Zugang zur Loggia.

## Geschichte
Die Villa wurde 1880–1882 im Auftrag des Erfurter Bankiers Hermann Stürcke (1832–1911), seit 1859 geschäftsführender Gesellschafter des von seinem Bruder gegründeten Bankhauses Adolph Stürcke, erbaut und anschließend durch ihn und seine Familie bewohnt. Die Erweiterung der Villa erfolgte 1923 vermutlich nach Entwurf des Architekten Arthur Hügel möglicherweise durch den Sohn und Erben, Max Stürcke oder andere Familienmitglieder.
Nach der Zwangsliquidierung des Bankhauses und dem Unfalltod von Max Stürcke 1947 wurde die Villa in Volkseigentum überführt. Ab den 1950er Jahren wurde die Liegenschaft für Zwecke der Polizei genutzt. Infolge von Umbauten sind die historisierenden Raumausstattungen der älteren Villa nahezu vollständig verloren gegangen. Nach der Wende 1989 erfolgte eine Zuordnung zum Vermögen des Freistaates Thüringen, der sie lange leerstehen ließ. 2020 wurde die Villa mit beiden Grundstücken zum Verkauf ausgeschrieben. Käufer wurde eine Architektengruppe. Im Januar 2022 stand die Villa immer noch leer.